# Szavannasas
A szavannasas (Aquila rapax) a madarak (Aves) osztályának a vágómadár-alakúak (Accipitriformes) rendjébe, ezen belül a vágómadárfélék (Accipitridae) családjába tartozó faj. Sokáig azonosnak tartották a pusztai sas telelő példányaival, de ma már önálló fajként tartják nyilván.

## Rendszerezése
A fajt Coenraad Jacob Temminck holland ornitológus írta le 1828-ban, a Falco nembe Falco rapax néven.

## Alfajai
- Aquila rapax belisarius
- afrikai szavanna sas (Aquila rapax rapax), Afrika
- ázsiai szavanna sas (Aquila rapax vindhiana), Délnyugat-Ázsia, India

## Előfordulása
Afrika, Szahara alatti területein, Ázsia délnyugati részén és Indiában honos. Természetes élőhelyei a szubtrópusi vagy trópusi hegyi esőerdők, lombhullató erdők, füves puszták, szavannák és cserjések, valamint szántóföldek . Állandó, nem vonuló faj.

## Megjelenése
Testhossza 60–75 centiméter, szárnyfesztávolsága pedig 159–183 centiméteres, testtömege 1600–3100 gramm közötti. A két nem egyforma, azonban a tojók némileg robusztusabbak és nehezebbek.
|  |  |

## Életmódja
Főleg kisebb emlősökkel és madarakkal táplálkozik.

## Szaporodása
A fészekalja 1-3 tojásból áll, melyen 45 napig kotlik.
|  |

## Természetvédelmi helyzete
Az elterjedési területe rendkívül nagy, egyedszáma még nagy, de nagyon gyorsan csökken. A Természetvédelmi Világszövetség Vörös listáján sebezhető fajként szerepel.
Összehangolt tenyésztéssel próbálják meg megmenteni a fajt. Európában az Európai Állatkertek és Akváriumok Szövetsége felügyelete alá tartozó Európai Veszélyeztetett Fajok Programja (EEP) keretében tenyésztik a faj egyedeit.